# Liste de l'observatoire mondial des monuments (2025)
Pour les articles homonymes, voir Liste de l'observatoire mondial des monuments.
Cet article recense les sites concernés par le World Monuments Watch en 2025. 

## Généralités
Le World Monuments Watch (littéralement en anglais : « observatoire mondial des monuments ») est le programme principal du World Monuments Fund, une organisation non gouvernementale à but non lucratif basée à New York, aux États-Unis. Il a pour but d'identifier des monuments et sites historiques particulièrement menacés, dont la restauration est la priorité du World Monuments Fund qui leur alloue des fonds en conséquence. Une telle liste est publiée tous les 2 à 3 ans.
La liste 2025 est publiée le 15 janvier 2025. Elle comprend 25 sites répartis sur 29 pays (Albanie, Angola, Argentine, Bolivie, Chili, Chine, Colombie, Comores, Équateur, Espagne, États-Unis, France, Grèce, Inde, Japon, Kenya, Maroc, Mongolie, Mozambique, Nigeria, Palestine, Pérou, Portugal, Royaume-Uni, Tanzanie, Tunisie, Turquie, Ukraine, Zambie), ainsi que pour la première fois sur la Lune.
Les motifs d'inclusion sont variés : catastrophes naturelles, conflits, changement climatique, sur-tourisme, absence de protection patrimoniale, abandon, etc.

## Liste
| Site                                             | Pays                                                 | Notes | Coordonnées                                                 | Photo |
| ------------------------------------------------ | ---------------------------------------------------- | --- | ----------------------------------------------------------- | ----- |
| Monastères de la vallée du Drino                 | Albanie                                              | Ensemble de monastères orthodoxes abandonnés après l'instauration de l'athéisme d'État en 1967, puis victimes de l'exode rural après 1991.                                                                                        | 40° 17′ 13″ N, 20° 02′ 31″ E                                |       |
| Cine Estúdio, Moçâmedes                          | Angola                                               | Cinéma érigé en 1973 dans le style tropical moderne, dont la construction a été stoppée en 1975 lors du déclenchement de la guerre civile angolaise                                                                               | 15° 12′ S, 12° 08′ E                                        |       |
| Qhapaq Ñan                                       | Argentine, Bolivie, Chili, Colombie, Équateur, Pérou | Ensemble de chemins incas préhispaniques, dont une partie est inscrite au patrimoine mondial depuis 2014. Les chemins soufrent de problèmes liés au développement économique et à la dégradation de leur environnement.           | 13° 31′ 37″ S, 71° 57′ 54″ O                                |       |
| Grottes bouddhistes du mont Maiji et de Yungang  | Chine                                                | Temples bouddhistes troglodytes ; les grottes de Yungang sont inscrites au patrimoine mondial depuis 2001. Les sites souffrent de sur-tourisme                                                                                    | 40° 06′ 40″ N, 113° 07′ 34″ E 34° 21′ 07″ N, 106° 00′ 11″ E |       |
| Sites patrimoniaux de la côte swahilie           | Comores, Kenya, Mozambique, Tanzanie                 | Sites menacés par les ondes de tempête et l'érosion du littoral. L'île de Mozambique (en 1996) et la vieille ville de Lamu (en 2014) avaient déjà fait l'objet d'une sélection sur le World Monuments Watch.                      | 4° 03′ 25″ S, 39° 40′ 08″ E                                 |       |
| Ruines du vieux Belchite                         | Espagne                                              | Détruit après la bataille de Belchite en 1937, le vieux village est depuis laissé à l'état de ruines et sert de mémorial de la guerre d'Espagne ; beaucoup d'édifices menacent cependant de s'effondrer complètement.             | 41° 18′ 07″ N, 0° 44′ 56″ O                                 |       |
| Phares historiques du Maine                      | États-Unis                                           | Menacés par les risques côtiers amplifiés par le changement climatique | 43° 37′ 23″ N, 70° 12′ 29″ O                                |       |
| Trading Path (en)                                | États-Unis                                           | Ancienne route commerciale des Occaneechi dans l'actuelle Caroline du Nord. Les segments subsistants sont menacés par les développements industriel et commercial, ainsi que par l'absence de protection patrimoniale.            | 36° 12′ 22″ N, 79° 16′ 16″ O                                |       |
| Chapelle de la Sorbonne                          | France                                               | L'état de la chapelle s'est dégradé au cours du XXe siècle ; désaffectée, elle est fermée depuis les années 2000. Des travaux de restauration ont été entrepris, qui n'ont toutefois pas permis de rouvrir la chapelle au public. | 48° 50′ 56″ N, 2° 20′ 35″ E                                 |       |
| Paysage historique minier de Sérifos             | Grèce                                                | Les traces du passé industriel de l'île nécessitent des travaux de stabilisation urgents, ainsi qu'une meilleure protection juridique.                                                                                            | 37° 08′ 20″ N, 24° 25′ 48″ E                                |       |
| Édifices historiques de la Musi                  | Inde                                                 | Le corridor de la Musi à Hyderabad est menacé par la pollution et le changement climatique. | 17° 22′ 19″ N, 78° 28′ 26″ E                                |       |
| Systèmes hydrauliques historiques de Bhuj        | Inde                                                 | Les anciens moyens de collecte des eaux de pluie ont été abandonnés au profit d'infrastructures modernes ; leur rénovation pourrait être envisagé dans le contexte de stress hydrique sévère subi par l'Inde.                     | 23° 15′ 07″ N, 69° 39′ 54″ E                                |       |
| Sites patrimoniaux de la péninsule de Noto       | Japon                                                | De nombreux édifices ont été endommagés par le séisme de 2024. | 37° 12′ N, 136° 54′ E                                       |       |
| Patrimoine juif de Debdou                        | Maroc                                                | Nécessité de documenter et préserver les sites juifs historiques de la ville. | 33° 59′ 10″ N, 3° 03′ 04″ O                                 |       |
| Monastère bouddhiste de l'Erdene Zuu             | Mongolie                                             | Partiellement détruit en 1939 lors d'une purge visant les moines bouddhistes, le monastère est rendu au culte après la révolution de 1990 ; il est menacé par le changement climatique et la désertification de la région.        | 47° 12′ 07″ N, 102° 50′ 35″ E                               |       |
| Maison du chef Ogiamien                          | Nigeria                                              | Construction en terre millénaire remontant au royaume du Bénin, l'édifice est menacé par la disparition des connaissances nécessaires à son entretien.                                                                            | 6° 19′ 26″ N, 5° 38′ 02″ E                                  |       |
| Fabrique urbaine historique de Gaza              | Palestine                                            | Situation patrimoniale catastrophique à la suite des destructions massives liées au conflit entre Israël et le Hamas. | 31° 30′ 54″ N, 34° 27′ 14″ E                                |       |
| Champs agricoles Waru Waru (en)                  | Pérou                                                | Les techniques agricoles des Waru Waru (en), développées par les populations précolombiennes de l'Altiplano, pourraient être soutenues pour accroitre la résilience des populations locales face au changement climatique.        | 15° 47′ 02″ S, 70° 01′ 41″ O                                |       |
| Sculptures de terre-cuite de l'abbaye d'Alcobaça | Portugal                                             | Menacées par les changements climatiques, l'augmentation de l'humidité et les variations de température. Le monastère en lui-même est inscrit au patrimoine mondialdepuis 1989.                                                   | 39° 32′ 56″ N, 8° 58′ 44″ O                                 |       |
| Assembly Rooms (en), Belfast                     | Royaume-Uni                                          | Désaffecté depuis 2000 et occasionnellement vandalisé, l'édifice pourrait être transformé en musée. | 54° 36′ 04″ N, 5° 55′ 41″ O                                 |       |
| Réservoirs d'eau de la médina de Tunis           | Tunisie                                              | Préservation des infrastructures hydrauliques subsitantes, abandonnées ou détruites en faveur d'infrastructures plus modernes, dans un cadre de stress hydrique important.                                                        | 36° 47′ 56″ N, 10° 10′ 19″ E                                |       |
| Ville historique d'Antakya                       | Turquie                                              | Fortement endommagée par les séismes de 2023. | 36° 12′ 11″ N, 36° 09′ 40″ E                                |       |
| Maison des professeurs de Kiev                   | Ukraine                                              | Endommagé par un tir de missile russe en 2022 lors de l'invasion de l'Ukraine par la Russie. | 50° 26′ 42″ N, 30° 30′ 50″ E                                |       |
| Paysage culturel de la plaine inondable Barotse  | Zambie                                               | Les pratiques culturelles locales, rythmées par les inondations saisonnières du Zambèze, sont menacées par l'érosion et les sécheresses.                                                                                          | 15° 01′ 59″ S, 22° 52′ 59″ E                                |       |
| La Lune                                          |                                                      | L'absence de protection patrimoniale des sites d'atterrissage historiques sur la Lune pourrait poser problème dans un contexte de reprise de l'exploration et de l'exploitation du satellite terrestre.                           |                                                             |       |